# Lely Resort
Lely Resort és una concentració de població designada pel cens dels Estats Units a l'estat de Florida. Segons el cens del 2000 tenia 1.426 habitants.

## Demografia
Segons el cens del 2000, Lely Resort tenia 1.426 habitants, 649 habitatges, i 445 famílies. La densitat de població era de 105,3 habitants/km².
Dels 649 habitatges en un 19,1% hi vivien nens de menys de 18 anys, en un 56,1% hi vivien parelles casades, en un 8,3% dones solteres, i en un 31,4% no eren unitats familiars. En el 23,1% dels habitatges hi vivien persones soles el 8,3% de les quals corresponia a persones de 65 anys o més que vivien soles. El nombre mitjà de persones vivint en cada habitatge era de 2,2 i el nombre mitjà de persones que vivien en cada família era de 2,53.
Per edats la població es repartia de la següent manera: un 16,1% tenia menys de 18 anys, un 10,6% entre 18 i 24, un 20,8% entre 25 i 44, un 29,1% de 45 a 60 i un 23,4% 65 anys o més.
L'edat mediana era de 48 anys. Per cada 100 dones de 18 o més anys hi havia 99,3 homes.
La renda mediana per habitatge era de 50.640 $ i la renda mediana per família de 57.273 $. Els homes tenien una renda mediana de 31.750 $ mentre que les dones 25.560 $. La renda per capita de la població era de 33.536 $. Entorn del 2,4% de les famílies i el 6,9% de la població estaven per davall del llindar de pobresa.

## Poblacions més properes
El següent diagrama mostra les poblacions més properes.